# St-Pierre (Visseiche)

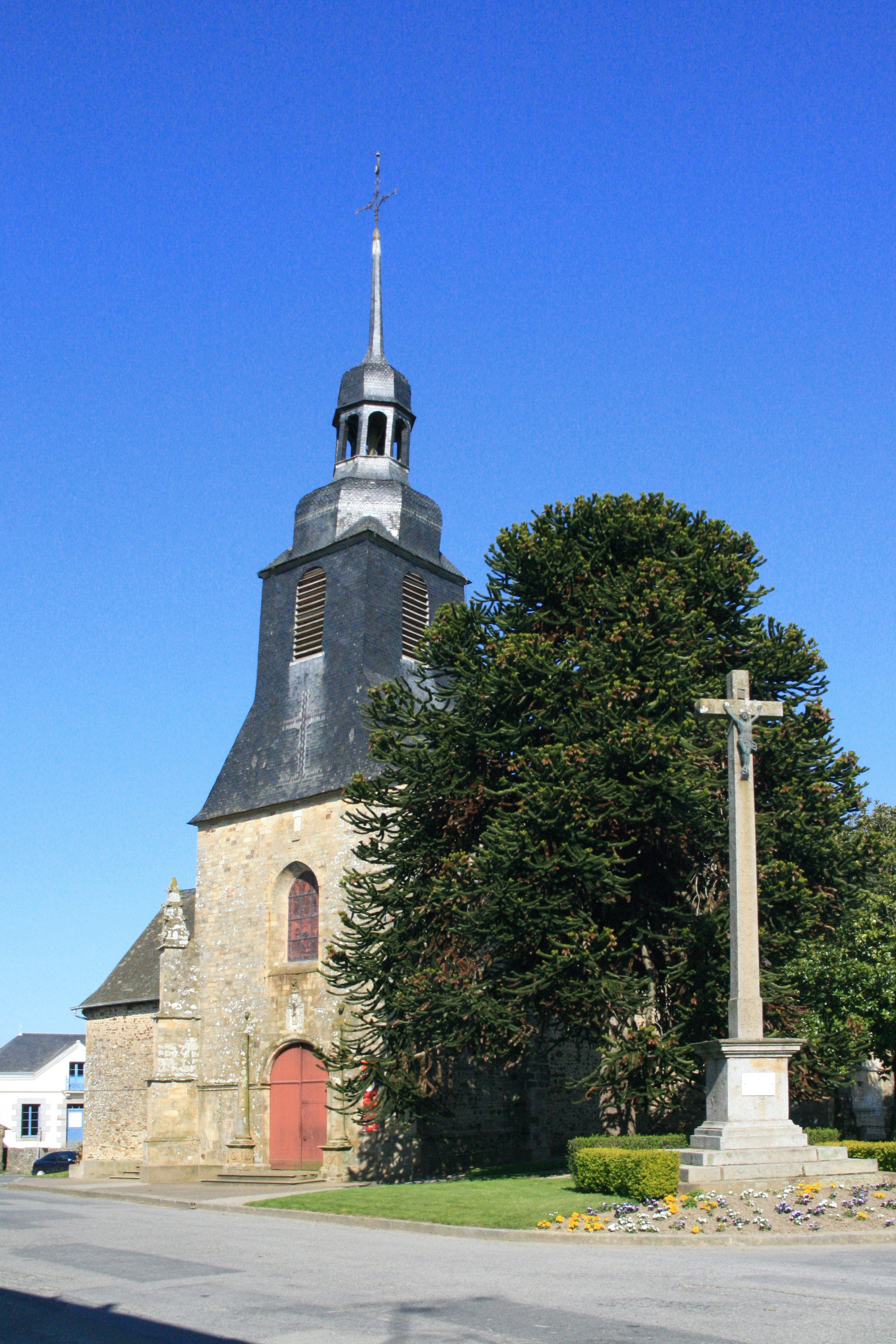
Kirche St-Pierre in Visseiche, Westfassade mit Eingang

Die katholische Kirche St-Pierre in Visseiche, einer französischen Gemeinde im Département Ille-et-Vilaine in der Region Bretagne, wurde ursprünglich im 11. Jahrhundert errichtet und ab dem 16. Jahrhundert umgebaut. Die dem Apostel Petrus geweihte Kirche ist seit 1990 als Monument historique klassifiziert.

## Architektur
Vom romanischen Bau ist die Südmauer, die von Strebepfeilern aus der gleichen Zeit gestützt wird, mit einem Fenster in Schießschartenform erhalten. An der Nordseite wurde das Kirchenschiff 1537 um ein Seitenschiff erweitert und gleichzeitig verlängerte man den Chor, der nun einen geraden Schluss besitzt. 
Der Glockenturm wurde 1828, als man das Kirchenschiff nach Westen verlängerte, an die Fassade angegliedert. Über dem Rundbogenportal ist die Darstellung eines Christus am Kreuz zu sehen.

## Ausstattung
Siehe auch: Liste der Monuments historiques in Visseiche#Liste der Objekte
Von der Ausstattung sind die zwei Bleiglasfenster aus dem 16. Jahrhundert erwähnenswert, die die Passion und die Muttergottes mit Jesuskind darstellen. Vor Maria kniet der Stifter Jacques de Champégné, der Seigneur de la Montagne.

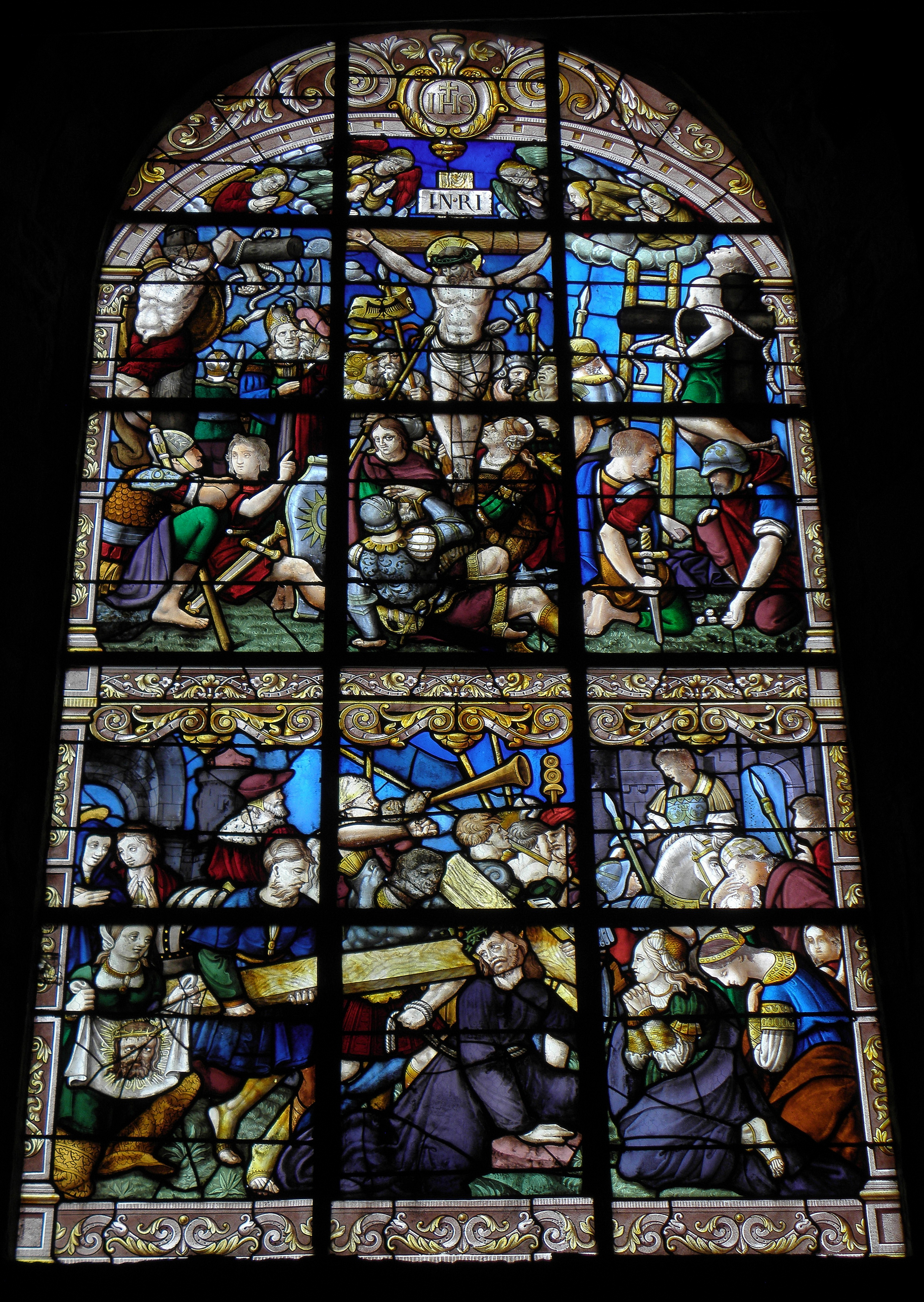
Passion Christi
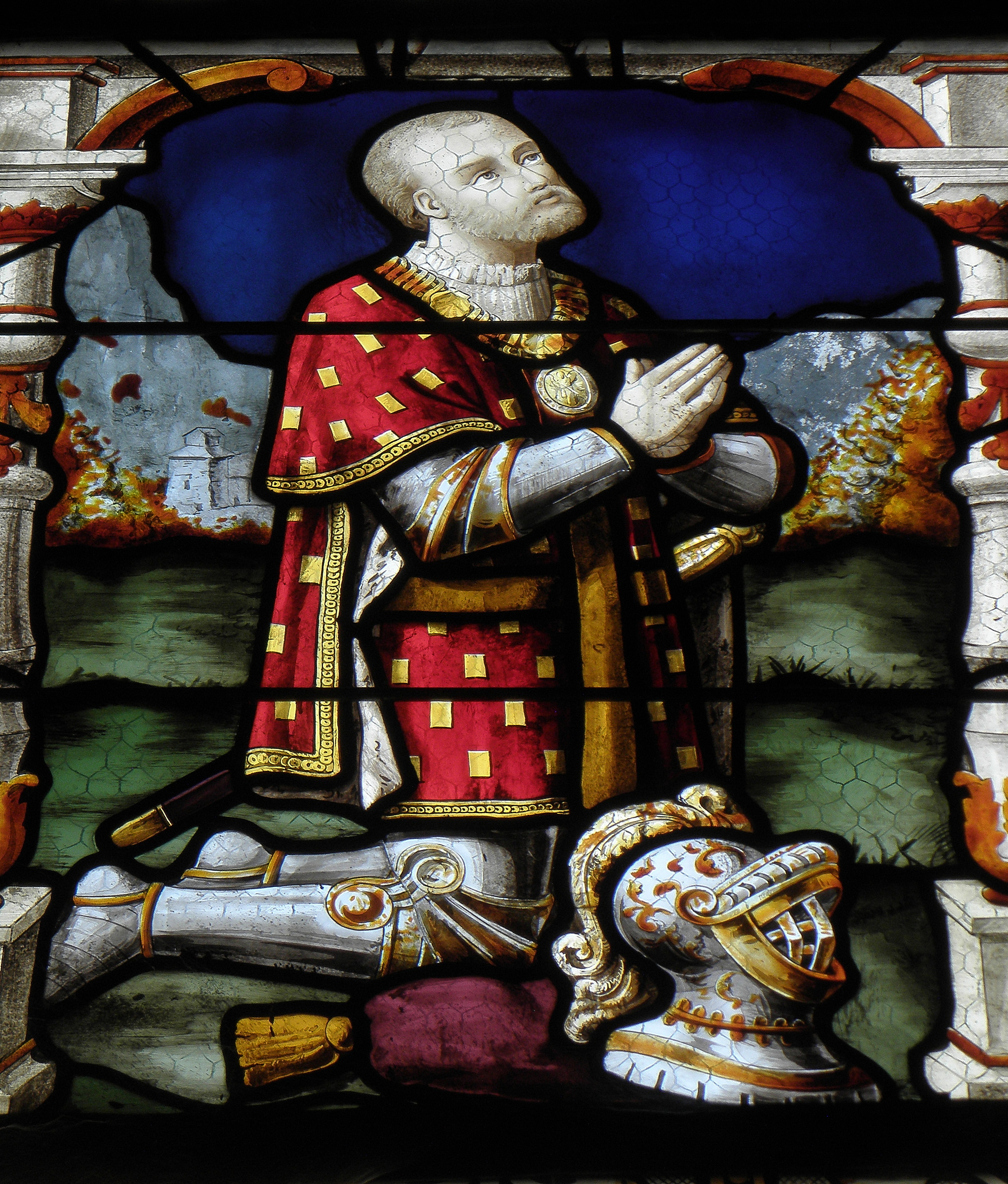
Jacques de Champégné
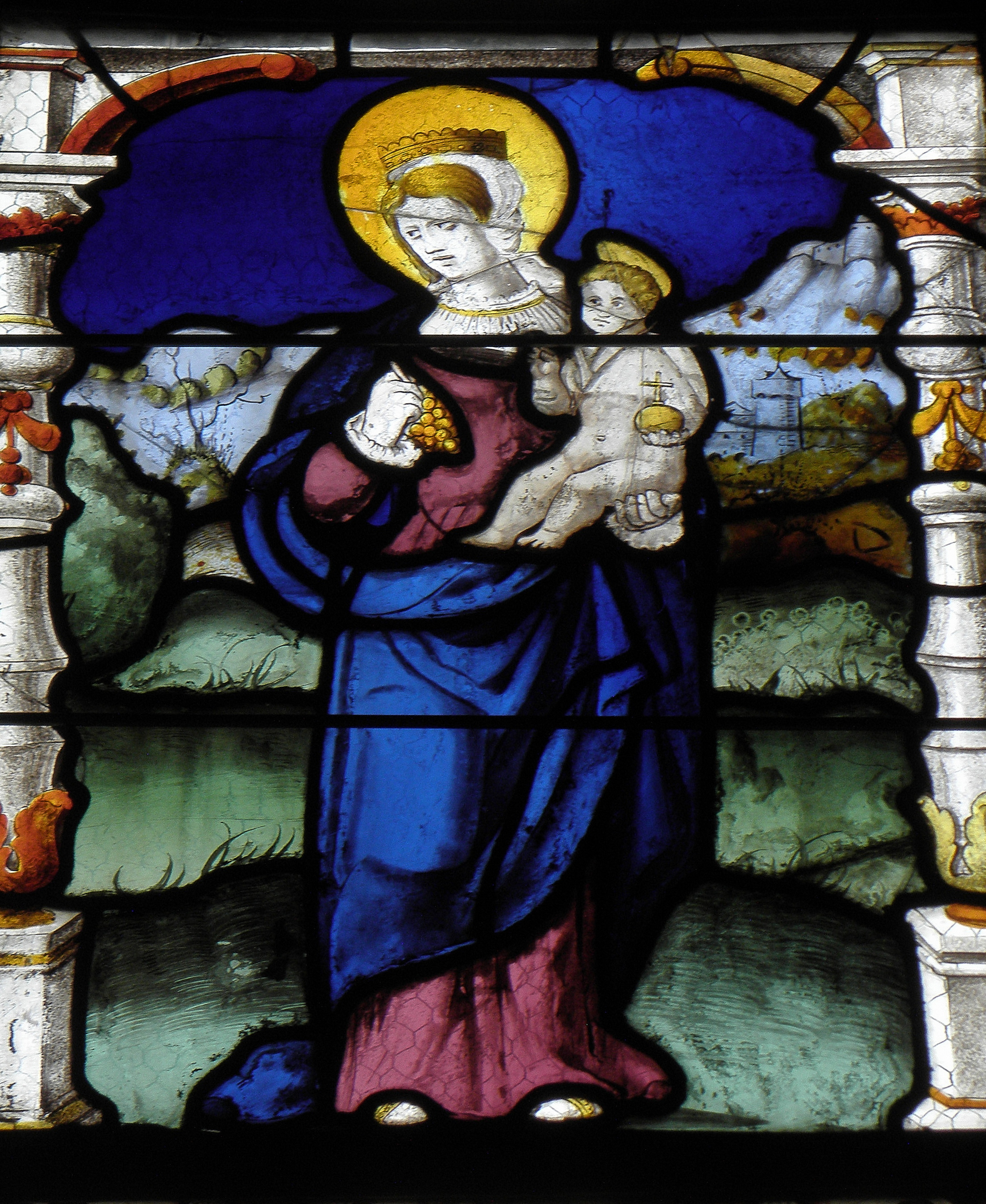
Madonna mit Kind

Die anderen sieben Bleiglasfenster wurden von 1880 bis 1882 in der Werkstatt Lecomte et Colin in Rennes hergestellt.